# Дёрфлингер, Штефан
Штефан Дёрфлингер (нем. Stefan Dörflinger; род. 23 декабря 1948, Нагольд, Германия) — швейцарский мотогонщик, участник чемпионата мира по шоссейно-кольцевым мотогонкам, четырехкратный чемпион мира: дважды в классе 50сс (1982-1983) и дважды — в 80сс (1984-1985). Самый успешный мотогонщик Швейцарии.

## Биография
Штефан Дёрфлингер выиграл четыре подряд чемпионата мира по шоссейно-кольцевым мотогонкам: в 1982 и 1983 годах он стал чемпионом в классе 50 сс, а после изменения этого класса на 80 сс, дважды выиграл и этот чемпионат. В целом его гоночная карьера длилась 18 сезонов.
В конце пятидесятых годов прошлого века Штефан Дёрфлингер переехал с родителями из родного Нагольда в Швейцарию. Там он закончил свой последний учебный год в школе, получил образование лаборанта-химика и один год проработал по образованию. В 1970 году он дебютировал в мотогонках в классе начинающих, где достаточно быстро дорос до международного уровня.
В чемпионате мира по шоссейно-кольцевым мотогонкам Штефан дебютировал в 1973 году, приняв участие в гонке класса 50сс в Монце, где занял 10 место. Его дебют совпал с трагическим событием: во время заезда в классе 250сс погибли Ярно Сааринен и Ренцо Пасолини. Для Дёрфлингера, как и для многих гонщиков на тот момент встала дилемма о продолжении карьеры: или завершить ее, или продолжать выступления. Швейцарец выбрал последний вариант.
За время выступлений, Штефан, не в последнюю очередь из соображений экономии, выступал в самых легких классах чемпионата: 50сс, 80сс и 125сс. Несмотря на большое различие между тогдашними и теперешними мотоциклами (тогдашние были гораздо опаснее), была также и одна общая важная черта: гонщики без поддержки сильного спонсора практически не имели и не имеют никаких шансов на победу. Первые годы Дерфлингер имел такой поддержки, поэтому он, хоть и демонстрировал неплохие результаты, не мог выиграть ни гонку, ни чемпионат в целом.
В 1980 году Штефан, наконец, одержал свою первую победу: во время Гран-При Бельгии, которое проходило на Зольдери в гонке в классе 50сс он смог обойти будущего чемпиона Эухенио Ладзарини и француза Ива Дюпона. Выиграв в сезоне еще Гран-При Западной Германии, Дерфлингер занял в общем зачете 2-е место, уступив чемпиону лишь двумя очками. Результаты сезона показали, что швейцарец готов выиграть титул.
Так началась вторая половина долгой карьеры спортсмена, и эта вторая половина была более успешной, чем первая. Сейчас трудно представить, чтобы гонщик легкого класса мог быть конкурентным в возрасте более 28 лет. Тогда же Штефану, на момент первой победы в гонке исполнился 31-й год.
Когда за опеку над Штефаном взялся Майкл "Майк" Краузер (крупнейший производитель навесного оборудования для мотоциклов своего времени), начался самый успешный период его карьеры. Четыре мировых титула подряд, с 1982 по 1985, были наградой за стойкость, которую всегда демонстрировал швейцарец.
После сезона 1984 класс 50 кубических сантиметров был заменен классом 80 кубических сантиметров. Он не намного отличался от класса 125сс, поэтому после сезона 1989 года был исключен из программы чемпионата мира. Штефан Дерфлингер, который отпраздновал свое 40-летие, провел еще две гонки в классе 125сс. В 1990 году он повесил шлем на гвоздь, чтобы посвятить себя другому своему хобби рыбалке.
За время выступлений отличался характерным стилем езды, который базировался на основе законов горнолыжного спорта. Дерфлингер считается одним из последних эстетов и художников в мотогонках. Лишь через 20 лет после его победы, другой швейцарец, Томас Ярости, в 2005 смог выиграть чемпионат мира (в классе 125сс).